# 전투지원부대
전투지원부대(戰鬪支援部隊, Combat support unit)는 군대에서 직접 전투를 하는 보병, 기갑(전차) 등의 부대에 작전상의 지원을 제공하는 부대를 의미한다. 육군의 군 부대는 크게 전투부대(戰鬪部隊, Combat unit), 전투지원부대, 전투근무지원부대(戰鬪勤務支援部隊, Combat service support unit)로 구분된다.

## 전투지원부대 병과
- 포병 : 방공화기를 포함하는 포병 전력
- 공병 : 공병 부대
- 통신 : 통신 부대
- 화생방 : 화학전 부대
- 군사경찰 : 헌병 부대
- 정보 : 정보 부대
- 항공대 : 사단 항공대 등
- 심리전 : 심리전 수행 부대

### 사단의 전투지원부대
보병사단의 전투지원부대는 포병여단(포병연대), 공병대대, 통신대대, 화생방대대, 군사경찰대대, 사단 항공단이며, 상급 부대인 군단으로부터 군단 포병, 정보대대, 심리전부대 등이 지원될 수 있다. 그리고 필요에 따라 공군으로부터 근접 항공지원, 해군으로부터 함포 사격 지원 등을 받는 것도 전투지원에 포함된다.

## 전투지원부대 활동
- 화력 지원 : 포병, 항공, 함포
- 방공 지원 : 방공, 대공
- 정보 지원 : 수색, 감시, 방첩
- 공병 지원 : 공병, 도하
- 통신 지원 : 통신
- 항공 지원 : 육군 항공